# Henricia exigua
Henricia exigua is een zeester uit de familie Echinasteridae.
De wetenschappelijke naam van de soort werd in 1940 gepubliceerd door Hayashi.